# Pseudopanurgus platycephalus
Pseudopanurgus platycephalus is een vliesvleugelig insect uit de familie Andrenidae. De wetenschappelijke naam van de soort is voor het eerst geldig gepubliceerd in 1990 door Ruz.